# アップセット15
『アップセット15』（アップセットフィフティーン）は、奥英樹による日本のラグビー漫画。小学館の『週刊少年サンデー超』2009年12号から2011年12号まで連載された。話数カウントは「Tackle.-」。全25話。本作は作者の連載デビュー作で日本ラグビーフットボール協会が協力した漫画である。

## 登場人物

### 東ノ宮高校
十津川誠（とつがわ まこと）
主人公。一時期ニュージーランドに引っ越していたが、再び東ノ宮高校に戻ってきた。
ジョニー・ケイトランド
　ニュージーランド時代の誠のコーチ。誠を連れ戻す為に来日したが、その後正式に東ノ宮高校ラグビー部のコーチに就任。
相澤春香(あいざわ はるか)
　ヒロイン。2年生。女子ハンドボール部所属。初対面で下着姿を見られた事もあり、誠に対する第一印象はよくなかったが、誠のラグビーに対する直向きさに好意を抱くようになりラグビー部の応援やサポートを行う。巨乳。
斎藤夏貴/杉田千秋
　春香の友達で共に女子ハンド部所属。春香と共にラグビー部の応援やサポートを行う。

## 単行本
- 奥英樹『アップセット15』 小学館〈少年サンデーコミックス〉、全5巻
  1. 2010年5月18日発売 ISBN 978-4-09-122320-3
  2. 2010年12月17日発売 ISBN 978-4-09-122708-9
  3. 2011年4月18日発売 ISBN 978-4-09-122859-8
  4. 2011年9月16日発売 ISBN 978-4-09-123267-0
  5. 2011年12月16日発売 ISBN 978-4-09-123440-7